# スノークリーム
スノークリーム (Snow cream) は、以下の2種類の異なるデザートを指す。
- 香料を加えたホイップクリームからなるデザート
- 甘みを付けた乳製品に雪を混ぜ、アイスクリームの代替としたデザート。スノーアイスクリーム (Snow ice cream) としても知られる。

## クリームベースのデザート
ホイップクリームは、香料の有無にかかわらず、17世紀まで「スノークリーム」または「ミルクスノー」（ネーヴ・ディ・ラテ、ネージュ・ド・レ）と呼ばれていた。卵白（メレンゲ）が含まれることもあった。16世紀に遡る、イギリス風と大陸風のレシピがあった。

## 雪ベースのデザート
雪をデザートの材料として使う技術の歴史は非常に古い。主な材料は、乳製品、砂糖、香料である。少量の乳製品と香料を清潔な雪に加えると、雪は溶けて固まり、アイスクリームのようになる。

## 似たデザート
アップルスノー (Apple snow)
材料にリンゴのピュレを加えたものである。17世紀には温かくして食べるのが人気であったが、最近は冷たくして食べる。フルーツジュースを用い、レモンスノーやオレンジスノーを作ることもある。ロシアではair pieと呼ばれ、卵白、砂糖、果物のピュレ、ホイップクリームを用い、熱いものを提供する。
サマースノー (Summer snow)
果物、卵白、アルコールを用いたものである。
スノーボール (Snowball)
いくつかの種類のデザートを指し、スノークリームとは必ずしも関係しない。そのうちの1つで、スラッシュとしても知られるものは、氷と果物のシロップから作り、スノークリームと関連すると見ることができる。
スノーコーン (Snow cone)
かき氷に通常果物の香りのついた明るい色のシロップで風味付けしたデザートである。紙のコーンやカップで提供される。